# Caroline Rochas
Caroline Rochas (* 29. September 1992 als Caroline Espiau) ist eine französische Skispringerin.

## Werdegang
Caroline Espiau startet für U.S. Autranaise. 2007 nahm sie in Tarvisio erstmals an Junioren-Weltmeisterschaften teil und wurde Siebte. Im August des Jahres startete sie in Bischofsgrün erstmals im Skisprung-Continental-Cup, der höchsten Klasse im Frauen-Skispringen und wurde 22. Bei der Junioren-WM 2008 in Zakopane erreichte Espiau Platz 17. Im August 2008 erreichte sie in Bischofshofen mit zwei 14. Rängen ihre besten Ergebnisse im Continental-Cup. Bestes Winter-Ergebnis war Platz 18 in Toblach im Januar 2009. Bei der Junioren-WM 2009 in Štrbské Pleso erreichte die Französin Platz 20. Bei der Nordischen Skiweltmeisterschaft 2009 in Liberec, wo erstmals ein Wettkampf für weibliche Skispringer stattfand, wurde Espiau 33. und qualifizierte sich damit nicht für den Finaldurchgang. Bei der Juniorenweltmeisterschaft 2010 in Hinterzarten belegte sie den 19. Platz.
Im Sommer 2013 erlitt Espiau eine schwere Verletzung am Knie und musste ihre Karriere beenden. Es schien sicher, dass die Verletzung das endgültige Ende ihrer Karriere war, jedoch konnte sie im Sommer 2024 zum Skispringen zurückkehren. Anfang 2025 nahm Caroline Rochas, die inzwischen geheiratet hatte, fast 13 Jahre nach ihrem letzten Wettkampf, der Juniorenweltmeisterschaft 2012, wieder an einem Wettkampf teil und belegte beim Intercontinental-Cup in Eisenerz den 29. und 20. Platz.

## Erfolge

### Continental-Cup-Platzierungen
| Saison  | Platz | Punkte |
| ------- | ----- | ------ |
| 2007/08 | 41.   | 046    |
| 2008/09 | 51.   | 041    |
| 2009/10 | 23.   | 153    |